# Emile Gryson
Emile Gryson (Houthem, 8 oktober 1881 - Brussel, 4 januari 1963) was een Belgisch syndicalist en politicus voor de POB en diens opvolger de PSB.

## Levensloop
Gryson groeide op in de (toenmalige) West-Vlaamse gemeente Komen. Aldaar was hij betrokken bij de stichting van de lokale mutualiteit, samenwerkende maatschappij en bouwvakkers-vakbond. Bij de gemeenteraadsverkiezingen van 1907 te Komen stelde hij zich kandidaat. Hij behaalde 44 voorkeurstemmen en werd niet verkozen. In 1911 werd hij secretaris voor Wallonië van de Centrale Vereeniging der Bouwwerkers (CVB). Onder zijn leiderschap groeide het ledenaantal van de CVB aan van ca. 1.700 (1910) tot 5.000 (1914). Bij de gemeenteraadsverkiezingen van 1911 was hij opnieuw kandidaat te Komen, maar werd wederom niet verkozen. Hij behaalde bij deze verkiezingen ca. 100 voorkeurstemmen. 
Hoewel hij zich in 1911 in Sint-Gillis vestigde, was hij bij de verkiezingen van 1912 kandidaat op de BWP-kieslijst voor het arrondissement Ieper. Tijdens de Eerste Wereldoorlog bekommerde hij zich om het lot van daklozen, ook bracht hij in deze periode (clandestiene) brieven rond van geïnterneerde soldaten. Na de bevrijding was hij pleitbezorger van de fusie van de CVB met de Centrale Unie der Schilders en de Centrale der Houtbewerkers. Deze fusie vond plaats op 1 januari 1920, met de oprichting van de Centrale van Bouw en Hout (CBH). Op 31 december 1920 vond de fusie van deze centrale met de Centrale der Fabriekwerkers plaats, hieruit ontstond de Algemene Centrale der Bouw- en Ameublementarbeiders en der Gemengde Vakken van België (ACBAGVB). Vervolgens werd Gryson aangesteld als nationaal secretaris van deze vakcentrale, vanuit deze hoedanigheid zetelde hij tevens in de Syndikale Kommissie. 
In 1921 werd hij verkozen tot gemeenteraadslid te Sint-Gillis en provincieraadslid voor de provincie Brabant. In 1932 werd hij aangesteld als voorzitter van de ACBAGVB, een functie die hij uitoefende tot 1946. Datzelfde jaar (1932) werd hij tevens Brabants gedeputeerde. Deze functie oefende hij uit tot 1958, het jaar waarin hij al zijn politieke mandaten neerlegde. Hij schreef onder meer bijdrages voor Le Peuple en Le Mouvement Syndical Belge, alsook voor het ACBAGVB-tijdschrift De Ontvoogding. 
In Anderlecht is het Institut Emile Gryson naar hem vernoemd, deze school biedt zowel basis- als secundair onderwijs aan. Daarnaast heeft deze gemeente ook een straat naar hem vernoemd, de Emile Gryson-laan. 